# Open de Russie de tennis de table
L’Open de Russie ITTF est une étape du Pro-tour de tennis de table organisée par la fédération internationale de tennis de table.

## Palmarès

### Senior
| année | simple messieurs  | simple dames    | double messieurs                        | double dames                   |
| ----- | ----------------- | --------------- | --------------------------------------- | ------------------------------ |
| 2014  | Koki Niwa         | Kasumi Ishikawa | Tang Peng/ Wong Chun Ting               | Sayaka Hirano/ Kasumi Ishikawa |
| 2013  | Kazuhiro Chan     | Ding Ning       | Alexey Liventsov/ Mikhail Paikov        | Ding Ning/ Liu Shiwen          |
| 2012  | Xu Xin            | Feng Yalan      | Fang Bo/ Xu Xin                         | Chang Chenchen/ Rao Jingwen    |
| 2007  | Chen Qi           | Chang Chenchen  | Li Ching/ Ko Lai Chak                   | Li Nan/ Peng Luyang            |
| 2006  | Hou Yingchao      | Li Jiawei       | Hou Yingchao/ Lin Ju                    | Li Jiawei/ Sun Beibei          |
| 2005  | Vladimir Samsonov | Krisztina Toth  | Aleksandar Karakasevic/ Werner Schlager | Krisztina Toth/ Georgina Pota  |
| 2004  | Kalinikos Kreanga | Tie Yana        | Kalinikos Kreanga/ Peter Franz          | Tie Yana/ Song Ah Sim          |

### Moins de 21 ans
| année | simple messieurs  | simple dames    |
| ----- | ----------------- | --------------- |
| 2014  | Yuya Oshima       | Miu Hirano      |
| 2013  | Vildan Gadiev     | Misaki Morizono |
| 2012  | Patrick Franziska | Sabine Winter   |
| 2007  | Emmanuel Lebesson | Qian Li         |
| 2006  | Tianyi Jiang      | Qiangbing Li    |
| 2005  | Lubomir Pistej    | Qiangbing Li    |
| 2004  | Peter Sereda      | Kim Jung-hyun   |